# Royal Horticultural Society‘s Garden, Hyde Hall

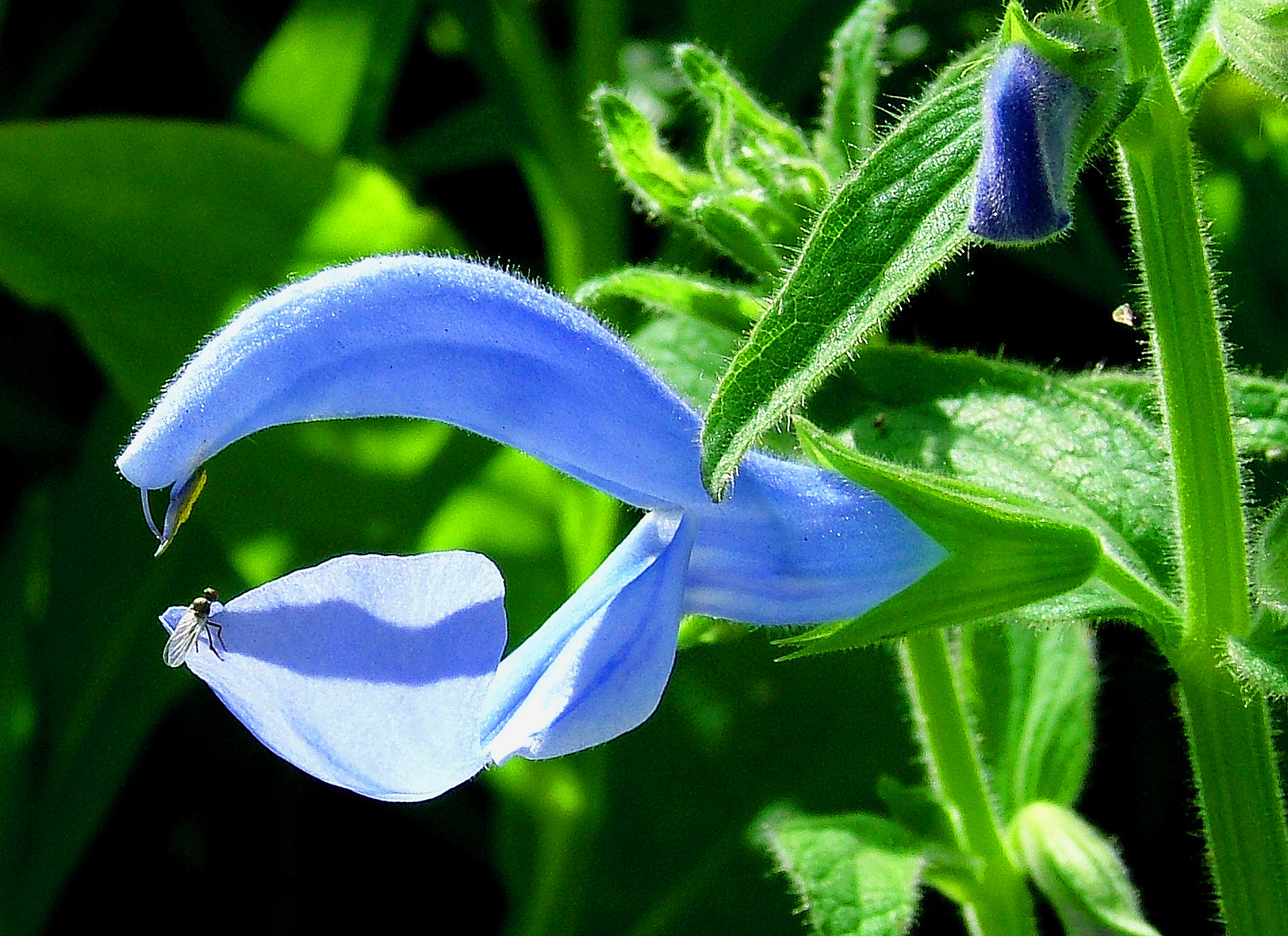
Flor del cultivar de Salvia "Cambridge Blue" en el jardín botánico de Hyde Hall.

El Jardín de la Real Sociedad de Horticultura en Hyde Hall (en inglés: Royal Horticultural Society‘s Garden, Hyde Hall) es un jardín botánico de 360 acres ( 144 hectáreas ) de extensión, en la que los jardines cultivados abarcan 24 acres, administrado por la Royal Horticultural Society, que se encuentra en Hyde Hall en el condado inglés de Essex al este de Londres. Este jardín botánico presenta trabajos en la Agenda Internacional para la Conservación en los Jardines Botánicos, su código de identificación internacional como institución botánica es WSYHH.

## Localización
Es uno de los cuatro jardines públicos administrados por la Royal Horticultural Society, en el Reino Unido. Hyde Hall se encuentra a unos 20 minutos desde el centro de Chelmsford.
Yendo por la autovía « A130 », salir por « Chelmsford exit » y marchar siguiendo el logotipo de las flores hasta Rettendon. Marchar hacia « East Hanningfield », entrando en la carretera « East Hanningfield Road » a la altura de « The Bell public house », después salir de la carretera hacia la derecha en « Buckhatch Lane ».
Royal Horticultural Society‘s Garden, Hyde Hall, Hyde Hall, Rettendon, Chelmsford, Surrey CM3 8ET Reino Unido
- Teléfono: +44(0)1245 400256
- Latitud:
- Longitud:
- Promedio anual de lluvias: 600 mm
- Altitud: m s. n. m.

## Historia
Hyde Hall fue fundado por el Dr y señora Robinson en 1955, como una granja agrícola en la cumbre de una colina, que se encontraba rodeada por tierras de cultivo.
El sitio estaba despejado de arboleda y los propietarios compraron 60 árboles en el mercado de la localidad de Wickford que se encuentra a unas millas de distancia. Estos árboles ahora forman el jardín del arbolado.
En los años de la década de 1960 se plantaron hileras de cipreses de Leyland y Lawson para formar un seto alrededor de la finca. Durante esta década las tierras de labranza al oeste de la colina de Hyde Hall, fueron incorporadas en el jardín.
En 1976 Helen y Dick Robinson constituyeron la sociedad « Hyde Hall Garden Trust » que administraría el jardín sobre una base de duración de largo plazo. Fue en 1993, en el que esta sociedad donó Hyde Hall a la Royal Horticultural Society.

## Colecciones
Este jardín botánico posee una parte de vegetación natural silvestre preservada.
Sus colecciones de exhibición, se encuentran agrupadas en diferentes secciones del jardín:
- « The Dry Garden » (El Jardín Seco), el jardín botánico Hyde Hall se encuentra ubicado en una de las áreas más secas del Reino Unido con una precipitación media anual de apenas 600 mm, la dirección en su empeño por el ahorro de agua y su uso eficiente creó esta sección de xeriscape. El jardín seco se encuentra patrocinado por el consorcio de las aguas de « Essex and Suffolk Water » fue terminado en el 2001, y alberga una amplia selección de plantas resistentes a las sequías que no reciben ningún aporte extra de agua que no sea la que obtienen de las lluvias.

El jardín fue construido en la zona sur, siendo mezclada la tierra vegetal con un gran volumen de arena para proveer a las plantas un ambiente de drenaje libre. Después de plantar, el área fue cubierta con pajote y con piedras para conservar la humedad, para reflejar la luz y también por razones estéticas de crear un área evocadora de un afloramiento mediterráneo rocoso. Aquí nos podemos encontrar Las plantas en el jardín seco todas se han seleccionado para su tolerancia a las condiciones que prevalecían y todas tienen adaptaciones específicas tales como las hojas de plata lanosas de la Santolina chamaecyparissus, o las hojas carnosas del Agave americana.
El jardín presenta un atractivo renovado durante cada época del año, así en primavera se observan las floraciones de las Euphorbias, en verano las de Verbena bonariensis que atraen a numerosas mariposas, en otoño las rojas flores de Zauschneria californica y el rosa de Nerine bowdenii, mientras que las hierbas y gramíneas con las escarchas y sus ondulaciones por el viento llenan de vida y color el jardín en invierno.
- « The Hilltop Garden » (Jardín de la Cima de la Colina), jardín con plantas ornamentales de unos ocho acres de extensión al que se accede a través de una pérgola con las perfumadas Wisteria brachybotrys, es una zona abierta con asientos, desde la que se puede observar el Campo de Essex.

Tiene diversos apartados, tales como: The viburnum island bed (Lecho Floral de Viburnum), aquí se encuentra una parte substancial de la « Hyde Hall’s National Viburnum Collection » que además se encuentran repartidos ejemplares por todo el jardín botánico. The winter island bed (Lecho Floral de Plantas de Invierno) con plantas tales como Cornus alba ‘Sibirica’, Rubus thibetanus, Betula utilis, Gingko biloba, Erica cinerea ‘Purple Beauty’, además de hierbas en las bases Carex buchananii, Ophiopogon planiscapus ‘Nigrescens’. Herbaceous border (Borde de Herbáceas), se encuentra paralelo a la rosaleda, dividido en cinco isletas definidas por Taxus baccata, muestran una fiesta de colores a lo largo de todo el año con plantas herbáceas, arbustos, perennes, y anuales. The hot bay (Bahía Cálida), como su nombre sugiere se han ubicado en esta zona plantas que dan una sensación de climas tropicales con Ricinus communis ‘Carmencita‘, Kniphofia rooperi, Rudbeckia hirta ‘Prairie Sun’, Cynara cardunculus, Artemisia arborescens, Dahlia ‘Arabian Night’, Helichrysum petiolare ‘Limelight’, Salvia × jamensis ‘Moonlight Over Ashwood’, Aster novae-angliae 'Andenken an Alma Pötschke', Salvia leucantha, Pennisetum villosum, Scabiosa atropurpurea ‘Ace of Spades’. Lower Pond (Charca Baja), flanqueada con árboles maduros de Salix babylonica var. pekinensis ‘Tortuosa’ y Metasequoia glyptostroboides, y como telón de fondo Gunnera manicata y sus gigantescas hojas. Las plantas de los márgenes lavandas, persicarias, Digitalis, y un gazebo de madera. Gold Garden (Jardín Dorado), este es el jardín original plantado por Helen y Dick Robinson, los propietarios de la finca de Hyde Hall, y su tema son los tonos dorados que predominan en las especies plantadas, tal como Aucuba japonica y Alchemilla mollis, esta zona fue regenerada en el 2005, con nuevas plantaciones como el Pinus mugo y Pulmonaria ‘Blue Ensign’, que pone el contraste de su color azul intenso con los tonos dorados del resto del jardín. Farmhouse Garden and Top Pond (Jardín de la Granja y Charca de Arriba), con parterres de Buxus sempervirens formando cuadrados en los que se ubican Juniperus scopulorum ‘Blue Arrow’, con plantas con floraciones naranjas y púrpuras y en contraste con el plateado de las Artemisia. En la charca alta hay abundantes lirios de agua, y koi. En la terraza hay Taxus baccata ‘Fastigiata’ de forma columnar. Woodland Garden (Jardín de la Arboleda), es el jardín original del periodo de Helen Robinson cuando empezó las plantaciones en la década de 1960, encontrándose algunos ejemplares de árboles maduros como el Cedrus libani, magnolias, rhododendron y camellias algunos ejemplares de helechos raros como Polystichum setiferum y Dryopteris affinis. En el cálido verano, la sombra de los grandes árboles permite el desarrollo de Acer palmatum var. dissectum, Aconitum carmichaelii.
- « The Garden for Wildlife » (El Jardín de la Vida Salvaje) fue creado en el 2006 dentro de los límites de un cinturón de árboles existente para proveer a la fauna un pasillo natural con el cual alcanzar el jardín. La sección del arbolado se ha plantado con Digitalis purpurea y Primula vulgaris y éste conduce a un área de césped donde las hierbas se dejan largas Briza media, como abrigo para una variedad de criaturas. El área del pantano y de la charca con plantas tales como Ligularia przewalskii y Primula vialii. Además hay un gran muro de piedra que provee de nichos para una gran variedad de animales y plantas.
- « The Robinson Garden » (El Jardín de Robinson) Los trabajos de esta zona comenzaron en el 2006 en una zona conocida anteriormente como « Hermione’s Garden » pero para recordar la enorme contribución de Helen y Dick Robinson a Hyde Hall se decidió de renombrarlo como « Robinson Garden ». El concepto de esta zona es un jardín para amantes de especies raras de helleborus, Hosta, Trillium, Geranium y numerosas especies de helechos.
- « The Queen Mother’s Garden » (El Jardín de la Reina Madre) Esta gran área sufrió una reforma entre el 2002 y 2003, siendo renombrado como el jardín de la reina madre en reconocimiento por la que durante 65 años (1937-2002) había patrocinado la RHS. Muchas de las características originales del jardín permanecen, por ejemplo los árboles de Malus y Sequoia sempervirens. Se han añadido plantas perennes, hierbas, Achillea, multitud de lupinus y varios cultivares de rosas.
- « North Meadow » (El Prado Norte) Dedicado a los bulbos del otoño.
- « The Australian and New Zealand Garden » (El Jardín de Australia y Nueva Zelanda) Este jardín temático fue terminado en 2005. El área fue diseñada alrededor de árboles maduros de eucalipto que existían ya y se utiliza para proporcionar un jardín de tránsito entre el jardín seco árido, pedregoso y más verde del jardín de la reina madre. El jardín con un diseño contemporáneo incluye entre otros a cultivares de phormium, Pseudopanax crassulifolius, Osthrosanthus polystachyus, Anigozanthus manglesii. . .
- « Clover Hill » (La Colina Clover)
- « Millennium Avenue » (Avenida del Milenio)
- « Vegetable Plots » (Cultivos de Berzas)
- « The Hyde Hall Estate » (La Finca de Hyde Hall)
- « Wild Wood » (Bosque Silvestre)
- « Reservoir » (Reserva)
- « Estación Meteorologica »